# Gernot Patzelt
Gernot Patzelt (* 18. Mai 1939) ist ein österreichischer Geograph, Hochgebirgsforscher und Polarforscher.

## Leben
Patzelt wurde am 29. April 1968 mit der Arbeit Die Gletscher der Venedigergruppe bei Hans Kinzl an der Universität Innsbruck promoviert und arbeitete in der Folgezeit als Assistent am dortigen Institut für Meteorologie und Geophysik sowie am Geographischen Institut. Er habilitierte sich 1979 und war von 1980 bis 1999 Leiter des Forschungsinstitutes für Hochgebirgsforschung und gleichzeitig Leiter der Alpinen Forschungsstelle Obergurgl in Tirol. Zwischen 1994 und 1996 war er Vorstand des Instituts für Geographie und seit 1999 Vorstand des Instituts für Hochgebirgsforschung und alpenländische Land- und Forstwirtschaft. Von seiner Ernennung zum Professor im Jahre 1992 bis zu seiner Pensionierung 2004 vertrat er das Fach Hochgebirgsforschung an der Universität Innsbruck.

## Forschungsarbeiten
Patzelt forscht zur Klimageschichte und Landschaftsentwicklung, vor allem im alpinen Raum. Von 1981 bis 2009 leitete er den Gletschermeßdienst des Österreichischen Alpenvereins.
Gernot Patzelt war auch an den Forschungen zum „Ötzi“-Fund beteiligt. Am 25. September 1991 war er, kurz nach der Entdeckung der Gletschermumie, bei der Auffindung und Bergung von dessen Köcher mit 12 Pfeilen dabei. In der Folgezeit untersuchte er die klimatischen Bedingungen, die zu der außergewöhnlich guten Erhaltung der Mumie beitrugen.

## Äußerungen zum Klimawandel
Im Jahr 2007 räumte Patzelt zwar einen anthropogenen Einfluss auf die globale Erwärmung ein, warnte aber vor „voreiligen Schlüssen“: „Was bislang geschah, ist erstaunlich undramatisch – die Katastrophe findet bisher ausschließlich im Computer statt.“. Seine Untersuchungen an Eiskernen und Seeablagerungen in Hochtälern würden darauf hindeuten, dass Warmphasen wie derzeit in den letzten 12000 Jahren nichts Außergewöhnliches gewesen seien.
Seine Schrift Die nacheiszeitliche Klimaentwicklung in den Alpen im Vergleich zur Temperaturentwicklung der Gegenwart erschien 2014 in der Schriftenreihe des Europäischen Instituts für Klima und Energie, eines Klimawandelleugner-Vereins. Nach 2010 war Patzelt mehrere Jahre Beiratsmitglied des E.I.K.E.

## Antarktisexpeditionen
Patzelt nahm an fünf Antarktisexpeditionen ins westliche Dronning Maud Land teil, von denen er drei leitete. Er erforschte unter anderem die glaziologischen Verhältnisse in der Umgebung der EPICA-Bohrlokation und suchte in der Heimefrontfjella  nach Spuren der permokarbonen Vereisung vor etwa 300 Millionen Jahren. Darüber hinaus arbeitete er von 1983 bis 2002 mit dem Alfred-Wegener-Institut zusammen und bildete die Überwinterer der deutschen Georg-von-Neumayer-Station aus.
Ein Nunatak in der Heimefrontfjella wurde im Jahre 2010 Patzeltsporn benannt.

## Mitgliedschaft in wissenschaftlichen Organisationen
- seit 1993 korrespondierendes Mitglied der Österreichischen Akademie der Wissenschaften in Wien
- seit 1997 Mitglied der Deutschen Akademie der Naturforscher Leopoldina in Halle (Saale)
- Ehemaliges Mitglied der Arbeitsgemeinschaft für vergleichende Hochgebirgsforschung[10]

## Schriften
- Die spätglazialen Stadien und postglazialen Schwankungen von Ostalpengletschern, 1972
- Die neuzeitlichen Gletscherschwankungen in der Venedigergruppe, 1973
- Die postglazialen Gletscher- und Klimaschwankungen in der Venedigergruppe, 1973 (gem. mit Sigmar Bortenschlager)
- Unterinntal-Zillertal Pinzgau, Kitzbühel. Spät- und postglaziale Landschaftsentwicklung, 1975
- Der zeitliche Ablauf und das Ausmaß postglazialer Klimaschwankungen in den Alpen, 1977
- Methodische Untersuchungen über die Schneegrenze in alpinen Gletschergebieten, 1977 (gem. mit Günther Groß und Hanns Kerschner)
- Neue Ergebnisse der Spät- und Postglazialforschung in Tirol, 1980
- The Austrian glacier inventory: status and first results, 1980
- Permafrostkartierung im Gebiet der Hochebenkar-Blockgletscher, Obergurgl Ötztaler Alpen, 1982 (gem. mit Wilfried Haeberli) pdf
- The period of glacier advances in the Alps, 1965 to 1980, 1985
- Modellstudie Ötztal – Landschaftsgeschichte im Hochgebirgsraum, 1996 pdf
- Untersuchungen zur holozänen Gletscherentwicklung von Pasterze und Gepatschferner, 2001 (gem. mit Kurt Nicolussi) pdf
- Die Bergstürze vom Pletzachkogel, Kramsach, Tirol. 2012 (zobodat.at [PDF]).
- Die Bergstürze vom Tschirgant und von Haiming, Oberinntal, Tirol, 2012 pdf
- Datierung von Feuerstellen in Prähistorischen Hirtenhütten im Waldgrenzbereich ostalpiner Gebirgsgruppen, 2013
- Bergstürze im 2. Jahrtausend v. Chr. im Ostalpenraum, 2013
- Das Vorfeld des Vernagtferners und seine Umgebung, 2013 pdf
- Die nacheiszeitliche Klimaentwicklung in den Alpen im Vergleich zur Temperaturentwicklung der Gegenwart, 2014 (Europäisches Institut für Klima und Energie)
- Das Mammutzahn-Bruchstück von Fritzens (Inntal, Tirol) und seine Stellung in der Chronologie des ostalpinen Spätpleistozäns, 2014 pdf
- Holozäne Gletscher- und Waldgrenzentwicklung im Bereich des Schlatenkeeses, Venedigergruppe, Osttirol (Österreich), 2015
- Die nacheiszeitliche Entwicklung des Schwemmfächers von Kundl und des Talraumes im Inntal (Tirol), 2015 (gem. mit Alexandra Weber) pdf
- Das Bunte Moor in der Oberfernau (Stubaier Alpen, Tirol) – Eine neu bearbeitete Schlüsselstelle für die Kenntnis der nacheiszeitlichen Gletscherschwankungen der Ostalpen, 2016 pdf
- Die Längenmessungen des Alpenvereins an Ostalpengletschern, 2018
- Gletscher – Klimazeugen von der Eiszeit bis zur Gegenwart, 2019, ISBN 978-3-7757-4535-2